# Spartak VSPU
El Spartak VSPU es un club de waterpolo ruso con sede en la ciudad de Volgogrado.

## Historia
A principios de 1994 se creó el club. En 1996, se creó un equipo el LUKOIL-Spartak VSPU, compuesto por estudiantes de la Universidad Pedagógica Estatal de Volgogrado y de la Facultad de educación física.
Su mejor resultado internacional ha sido llegar a ser subcampeón en 1998 de la copa de Europa de waterpolo masculino.

## Palmarés
- 12 veces campeón de la liga de Rusia de waterpolo masculino (1997, 1999, 2003, 2004, 2010, 2011, 2012, 2013, 2014, 2015, 2016, 2017)
- 1 vez campeón de la Copa LEN de waterpolo masculino (2014)